# Doulama
Doulama (perski: دولاما) – wieś w Iranie, w ostanie Azerbejdżan Zachodni. W 2006 roku liczyła 321 mieszkańców w 92 rodzinach.